# Ketonová dekarboxylace
Ketonová dekarboxylace (také nazývaná dekarboxylační ketonizace) je druh dekarboxylační reakce, kdy dva ekvivalenty karboxylové kyseliny (R-C(=O)OH) vytvoří po zahřátí symetrický keton (R2C=O). Lze ji považovat za dekarboxylační Claisenovu kondenzaci dvou stejných molekul.
Vedlejšími produkty jsou voda a oxid uhličitý:
2 RCO2H → R2CO + CO2 + H2O
Jako katalyzátory se používají zásady. Mechanismus probíhá přes nukleofilní atak alfa-uhlíku jedné kyseliny na karbonyl (C=O) druhé, pravděpodobně jako soustředěná reakce společně s dekarboxylací. Bylo navrženo, že se na začátku vytváří karboaniontový meziprodukt dekarboxylací jedné z kyselin ještě před reakcí nukleofilu, což je ale nepravděpodobné, protože meziprodukt vzniklý protonací karboaniontu kyselinou nebyl nikdy pozorován.
Odlišnou reakcí je oxidační dekarboxylace, která probíhá radikálově a vykazuje při experimentech s izotopovým značkováním odlišné rozdělení produktů.
Při použití dvou různých karboxylových kyselin má reakce velmi nízkou selektivitu, pokud není jedna z kyselin použita ve velkém přebytku.

## Příklady
Suchou destilací octanu vápenatého vzniká aceton; tuto reakci popsal Charles Friedel v roce 1858 a do první světové války byla ketonizace hlavním způsobem jeho výroby.
Ketonovou dekarboxylací kyseliny propionové za přítomnosti oxidu manganatého jako katalyzátoru vzniká pentan-3-on.
Průmyslový význam mají obdobné ketonizace využívající jako katalyzátor oxid ceričitý nebo manganičitý na oxidu hlinitém; například se takto vyrábí nonan-5-on z kyseliny valerové.
Stearon se získává zahříváním stearanu hořečnatého.
Příkladem vnitromolekulární ketonizace může být přeměna kyseliny adipové na cyklopentanon za přítomnosti hydroxidu barnatého.
Při výrobě heptan-4-onu reaguje práškové železo s kyselinou máselnou za vzniku železnaté soli této kyseliny. Pyrolýzou soli se vytváří keton.